# Sân bay quốc tế Sam Ratulangi
Sân bay quốc tế Sam Ratulangi (IATA: MDC, ICAO: WAMM), cũng có tên là sân bay Manado, tên giao dịch quốc tế Sam Ratulangi International Airport, nằm ở Bắc Sulawesi, 17 km về phía nam Manado, Indonesia. Nhà ga mới được mở cửa năm 2001. Sân bay có công suất thiết kế 2 triệu khách mỗi năm. Sân bay được đặt tên theo anh hùng độc lập Sam Ratulangi.

## Lượng khách

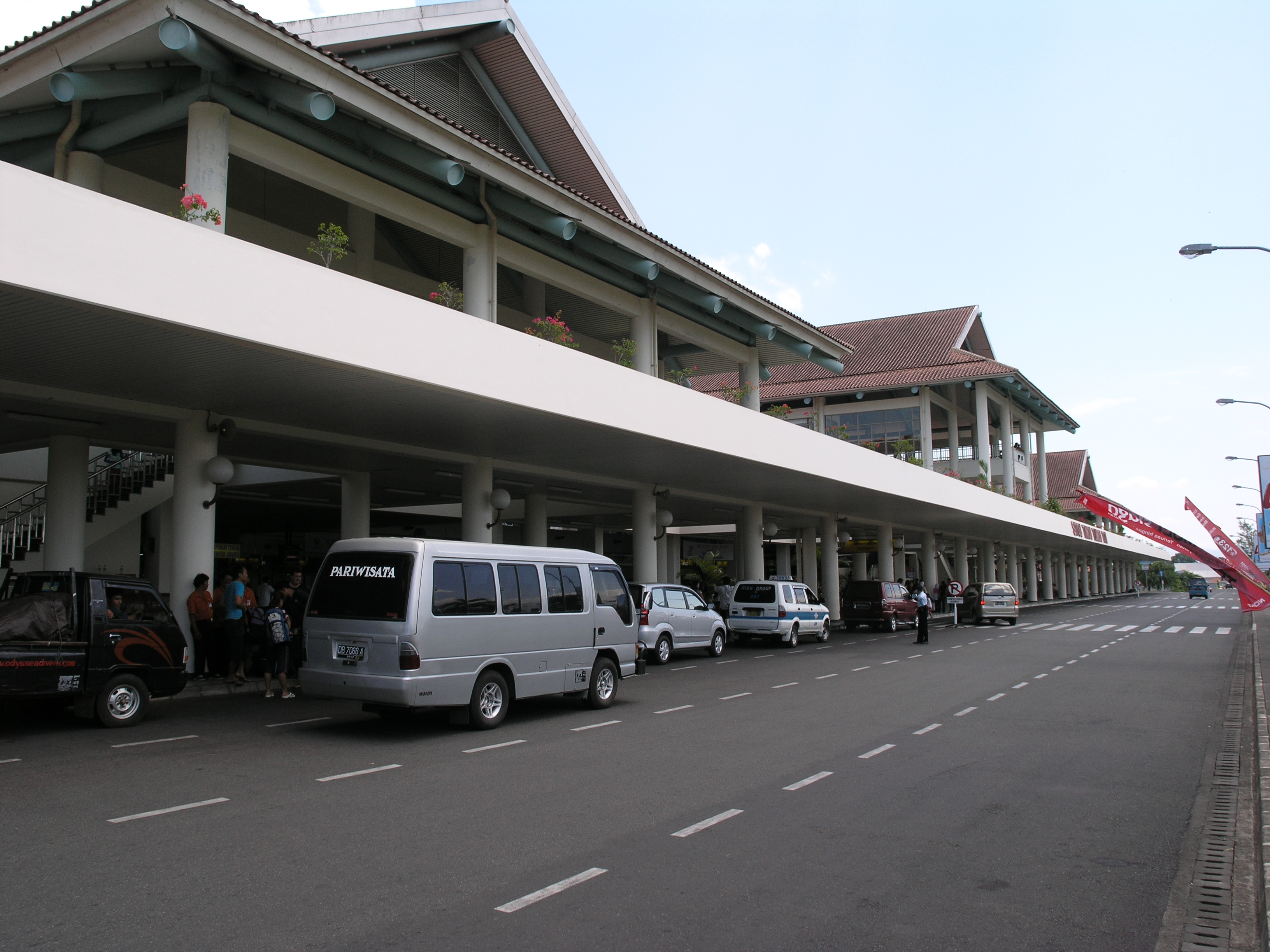
Nhà ga đi

### Hành khách và chuyến bay
| Năm  | Lượng hành khách | Hàng hóa (tấn) | Số chuyến bay |
| ---- | ---------------- | -------------- | ------------- |
| 1998 | 288.000          | 6.576          | 7.473         |
| 1999 | 253.000          | 7.804          | 7.564         |
| 2000 | 314.000          | 6.761          | 9.372         |
| 2001 | 367.000          | 8.000          | 9.952         |
| 2002 | 865.000          | không rõ       | không rõ      |

### Khách quốc tế
| Năm  | Khách quốc tế |
| ---- | ------------- |
| 1995 | 7.555         |
| 1996 | 9.822         |
| 1997 | 10.732        |
| 1998 | 9.720         |
| 1999 | 8.632         |
| 2000 | 9.989         |
| 2001 | 12.679        |
| 2002 | 10.999        |
| 2003 | 12.069        |
| 2004 | 16.930        |
| 2005 | 15.839        |

## Các hãng hàng không và các điểm đến

### Nội địa
- Adam Air - Surabaya, Jakarta
- Batavia Air - Jakarta, Balikpapan
- Garuda Indonesia - Balikpapan, Makassar, Denpasar (đình chỉ), Jakarta
- Lion Air - Jakarta, Surabaya, Makassar
  - Wings Air - Makassar, Ternate, Naha, Sorong
- Merpati Nusantara Airlines - Surabaya, Makassar, Sorong, Ternate, Naha, Jayapura
- Sriwijaya Air - Gorontalo
- Bouraq Indonesia Airlines - Jakarta (đình chỉ), Surabaya (đình chỉ)
- Mandala Airlines - Jakarta (đình chỉ), Surabaya (đình chỉ)

### Quốc tế
- Sriwijaya Air - Davao
- Singapore Airlines
  - SilkAir - Singapore
- Air Philippines - Davao (đình chỉ)
- Malaysia Airlines - Kota Kinabalu (đình chỉ)
- Garuda Indonesia - Đài Bắc (đình chỉ)
- Merpati Nusantara Airlines - Davao (đình chỉ)
- Bouraq Indonesia Airlines - Davao (đình chỉ)